# Lord-lieutenant

Egy lordhadnagy zászlaja.

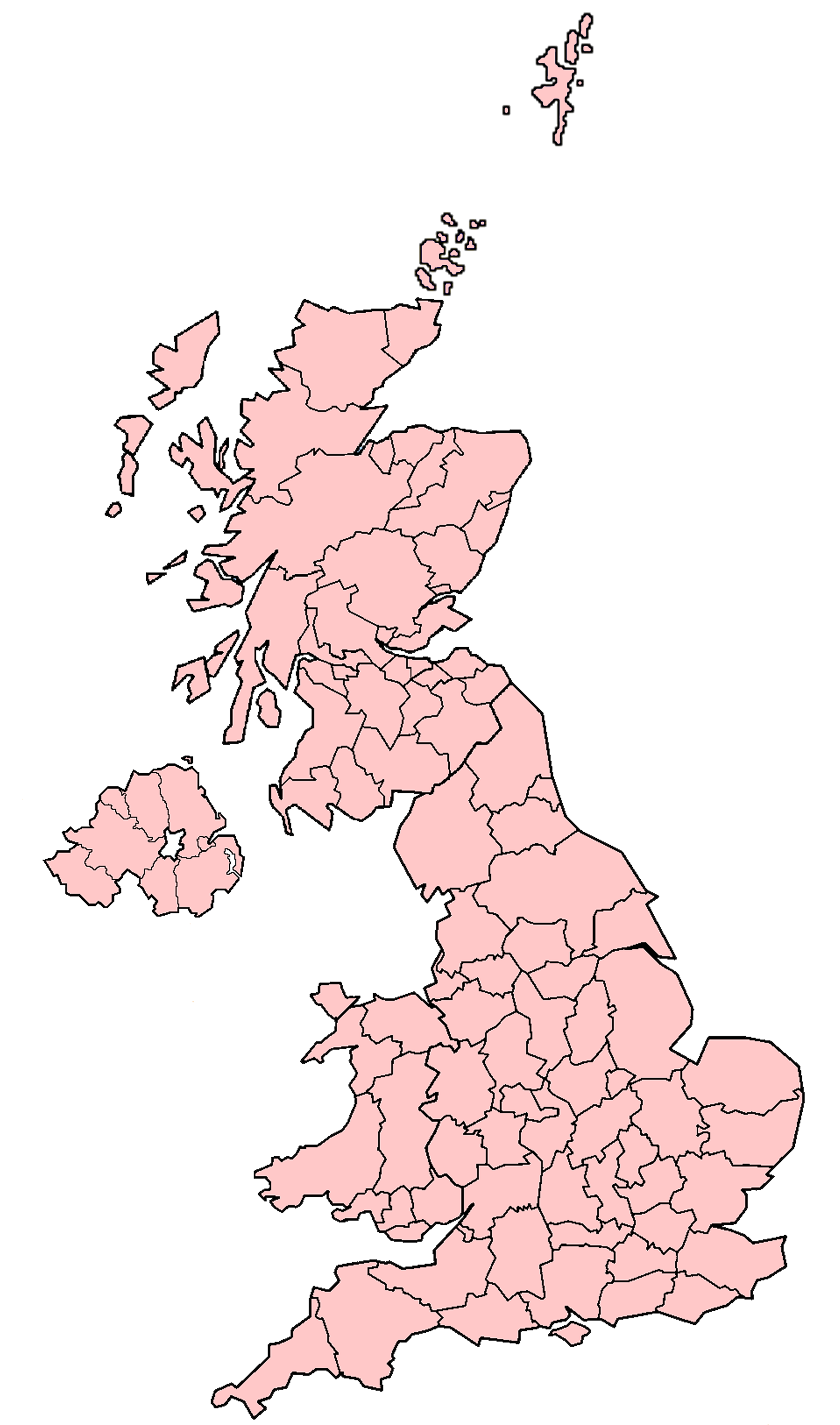
Lieutenancyk az Egyesült Királyságban.

A lord-lieutenant olyan cím, amelyet a brit monarchia személyes képviselői kapnak, akiket az Egyesült Királyság területére neveznek ki, általában az egyes megyékbe. Feladataik történetileg jelentős változásokon mentek keresztül. A tisztet általában nyugdíjba vonult helyi notabilitások, magas rangú katonatisztek, nemesek vagy üzletemberek nyerik el. A posztra - férfinemű viselőre utaló neve ellenére - férfiak és nők egyaránt kinevezhetők. A tiszt alkirályi szintű, de nem azonos a hasonló szintű főkormányzói címmel, mert az utóbbival szemben a lordhadnagynak nincs szerepe a helyi önkormányzatban és rendeleteteket sem bocsátanak ki az uralkodó nevében.
A terület neve, ahová a cím szól a lieutenancy.

## Külső hivatkozások
- Royal website on Lord-Lieutenant
- Website of the Lord Lieutenant of South Yorkshire
- Website of the Greater London Lord-Lieutenant
- Lord Lieutenant of Hertfordshire Website

## Fordítás
- Ez a szócikk részben vagy egészben  a   Lord-Lieutenant című angol Wikipédia-szócikk ezen változatának fordításán alapul.  Az eredeti cikk szerkesztőit annak laptörténete sorolja fel. Ez a jelzés csupán a megfogalmazás eredetét és a szerzői jogokat jelzi, nem szolgál a cikkben szereplő információk forrásmegjelöléseként.